# 100% Coco
100% Coco ist ein niederländischer Jugendfilm aus dem Jahr 2017 unter der Regie von Tessa Schram, der nach dem gleichnamigen Buch von Niki Smit entstand.

## Handlung
Coco ist ein 13-jähriges Mädchen mit einer Vorliebe für ungewöhnliche, selbstentworfene Kleidung. Sie glaubt, dass jeder auf ihrer neuen Schule ihren Fashionstyle lieben wird. Bald findet sie heraus, dass das nicht der Fall ist. Bei der Einführungsveranstaltung zu Beginn des Schuljahres sieht sie Bruno und verliebt sich sofort in ihn, glaubt aber, dass er sie nicht mag. Und dann ist da noch Amanda, die ihn sofort für sich beansprucht.
Als Coco im Fernsehen einen Werbespot für einen Fashion-Vlogger-Wettbewerb sieht, möchte sie daran teilnehmen. Da sie nicht will, dass ihre Schulkameraden davon erfahren, beschließt sie, als mysteriöse Kandidatin namens „Style Tiger“ anzutreten. Schon bald wird Style Tiger in der Schule beliebt. Als Bruno während der Vorbereitungen auf den Schulball zufällig herausfindet, dass Coco der Style Tiger ist, beschließt er, ihr Geheimnis zu wahren und ihr als Kameramann bei ihren Vlogs zu helfen. Coco glaubt, dass zwischen ihr und Bruno etwas Schönes aufblüht, bis sie sieht, wie Amanda und Bruno sich auf dem Schulfest küssen.
Als sie wegen eines Auftrags in letzter Minute den Tanzwettbewerb ihrer besten Freunde verpasst, finden diese heraus, dass Coco der Style Tiger ist. Vince findet das cool, aber Jada ist wütend darüber, dass Coco nichts gesagt hat. Am nächsten Tag wird bekannt gegeben, dass Style Tiger unter den letzten drei des Wettbewerbs ist und zum Finale in Paris gehen darf.
Coco verpasst das, weil sie zu Hause sitzt und sich selbst bemitleidet, während Amanda sich als Style Tiger ausgibt. Mit Hilfe von Bruno, Jada, Vince und der Ladenbesitzerin Alicia fahren sie doch noch nach Paris, um Amanda zu entlarven und zu verkünden, dass Coco wirklich Style Tiger ist.

## Hintergrund
Der Film feierte am 1. Juli 2017 in Amsterdam Premiere. Die deutsche Erstausstrahlung erfolgte am 28. September 2018 auf KiKA. 100% Coco erschien in Deutschland am 5. Oktober 2018 auf DVD.

## Synchronisation
Die deutsche Synchronisation übernahm die Studio Hamburg Synchron GmbH in Hamburg, nach einem Dialogbuch und unter der Dialogregie von Céline Fontanges.
| Rolle        | Schauspieler       | Synchronsprecher      |
| ------------ | ------------------ | --------------------- |
| Coco         | Nola Kemper        | Undine Ullmer         |
| Alicia       | Iris Hesseling     | Kristina von Weltzien |
| Amanda       | Merel de Zwart     | Emma Luise Herrmann   |
| Bruno        | Valentijn Avé      | Flemming Stein        |
| Defano       | Defano Holwijn     | Patrick Stamme        |
| Dionne       | Dionne Slagter     | Katharina von Keller  |
| Felice       | Sydney Tros        | Liza Ohm              |
| Holly        | Faye Gunther       | Kassandra Ullmer      |
| Hulleman     | Rienus Krul        | Matthias Klimsa       |
| Jada         | Firy Beuk          | Josephine Martz       |
| Cocos Mutter | Eva Duijvestein    | Tina Eschmann         |
| Roxanne      | Anna-Sophie Kummer | Elise Eikermann       |
| Vergeer      | Loes Schnepper     | Isabella Grothe       |
| Verkäuferin  | Rian Gerritsen     | Kerstin Draeger       |
| Vince        | Thom Vendrik       | Daniel Kirchberger    |